# Éliminatoires de la Coupe du monde de football 2014 : zone Afrique, groupe H
Dans ce groupe H du deuxième tour des éliminatoires de la coupe du monde 2014, les fennecs seront confrontés aux surprenants maliens, troisièmes aux CAN 2012 et 2013, et au Bénin. L'équipe du premier tour, venant compléter le groupe, est l'équipe du Rwanda, gagnant du duel (1-1, 3-1) contre l'Érythrée.

## Classement
| Rang | Équipe  | Pts | J | G | N | P | Bp | Bc | Diff |  | Résultats (▼ dom., ► ext.) |     |     |     |     |
| ---- | ------- | --- | - | - | - | - | -- | -- | ---- |  | -------------------------- | --- | --- | --- | --- |
| 1    | Algérie | 15  | 6 | 5 | 0 | 1 | 13 | 4  | +9   |  | Algérie                    |     | 1-0 | 3-1 | 4-0 |
| 2    | Mali    | 8   | 6 | 2 | 2 | 2 | 7  | 7  | 0    |  | Mali                       | 2-1 |     | 2-2 | 1-1 |
| 3    | Bénin   | 8   | 6 | 2 | 2 | 2 | 8  | 9  | -1   |  | Bénin                      | 1-3 | 1-0 |     | 2-0 |
| 4    | Rwanda  | 2   | 6 | 0 | 2 | 4 | 3  | 11 | -8   |  | Rwanda                     | 0-1 | 1-2 | 1-1 |     |

Le Rwanda, le Bénin et le Mali sont éliminés de la course à la qualification pour la Coupe du monde 2014.
L'Algérie est qualifiée pour le troisième et dernier tour.

## Résultats et calendrier
| 1re journée             | Algérie                                      | 4 – 0   | Rwanda | Stade Mustapha-Tchaker, Blida                   |                                                 |
| 2 juin 2012 20:30 UTC+1 | Feghouli 26e · Soudani 31e 82e · Slimani 79e | (2 - 0) |        | Spectateurs : 20 000 Arbitrage : Bakary Gassama | Spectateurs : 20 000 Arbitrage : Bakary Gassama |
| 2 juin 2012 20:30 UTC+1 | Rapport                                      |         |        | Spectateurs : 20 000 Arbitrage : Bakary Gassama | Spectateurs : 20 000 Arbitrage : Bakary Gassama |

| 3 juin 2012 | Bénin          | 1 – 0   | Mali | Stade de l'Amitié, Cotonou                     |                                                |
| 16:00 UTC+1 | Omotoyossi 18e | (1 - 0) |      | Spectateurs : 20 000 Arbitrage : Janny Sikazwe | Spectateurs : 20 000 Arbitrage : Janny Sikazwe |
| 16:00 UTC+1 | Rapport        |         |      | Spectateurs : 20 000 Arbitrage : Janny Sikazwe | Spectateurs : 20 000 Arbitrage : Janny Sikazwe |

| 2e journée               | Mali                    | 2 – 1   | Algérie    | Stade du 4 août, Ouagadougou (Burkina Faso)    |                                                |
| 10 juin 2012 19:00 UTC+0 | N'Diaye 30e · Maïga 81e | (1 - 1) | 6e Slimani | Spectateurs : 5 847 Arbitrage : Daniel Bennett | Spectateurs : 5 847 Arbitrage : Daniel Bennett |
| 10 juin 2012 19:00 UTC+0 | Rapport                 |         |            | Spectateurs : 5 847 Arbitrage : Daniel Bennett | Spectateurs : 5 847 Arbitrage : Daniel Bennett |

| 10 juin 2012 | Rwanda                 | 1 – 1   | Bénin          | Stade Amahoro, Kigali                                |                                                      |
| 15:30 UTC+2  | Kamana (en) 86e (pen.) | (0 - 0) | 74e Omotoyossi | Spectateurs : 15 000 Arbitrage : Tessema Bamlak (en) | Spectateurs : 15 000 Arbitrage : Tessema Bamlak (en) |
| 15:30 UTC+2  | Rapport                |         |                | Spectateurs : 15 000 Arbitrage : Tessema Bamlak (en) | Spectateurs : 15 000 Arbitrage : Tessema Bamlak (en) |

| 3e journée               | Rwanda          | 1 – 2   | Mali                           | Stade Amahoro, Kigali                                |                                                      |
| 24 mars 2013 15:30 UTC+2 | Kagere (en) 36e | (1 - 0) | 49e M. Samassa · 54e A. Traoré | Spectateurs : 10 000 Arbitrage : Hamada Nampiandraza | Spectateurs : 10 000 Arbitrage : Hamada Nampiandraza |
| 24 mars 2013 15:30 UTC+2 | Rapport         |         |                                | Spectateurs : 10 000 Arbitrage : Hamada Nampiandraza | Spectateurs : 10 000 Arbitrage : Hamada Nampiandraza |

| 26 mars 2013 | Algérie                                   | 3 – 1   | Bénin       | Stade Mustapha-Tchaker, Blida                            |                                                          |
| 20:30 UTC+1  | Feghouli 10e · Taïder 59e · Slimani 90+2e | (1 - 1) | 26e Gestede | Spectateurs : 32 000 Arbitrage : Rajindraparsad Seechurn | Spectateurs : 32 000 Arbitrage : Rajindraparsad Seechurn |
| 20:30 UTC+1  | Rapport                                   |         |             | Spectateurs : 32 000 Arbitrage : Rajindraparsad Seechurn | Spectateurs : 32 000 Arbitrage : Rajindraparsad Seechurn |

| 4e journée              | Bénin       | 1 – 3   | Algérie                      | Stade Charles-de-Gaulle, Porto-Novo          |                                              |
| 9 juin 2013 16:00 UTC+1 | Gestede 31e | (1 - 2) | 38e 42e Slimani · 78e Ghilas | Spectateurs : 8 000 Arbitrage : Néant Alioum | Spectateurs : 8 000 Arbitrage : Néant Alioum |
| 9 juin 2013 16:00 UTC+1 | Rapport     |         |                              | Spectateurs : 8 000 Arbitrage : Néant Alioum | Spectateurs : 8 000 Arbitrage : Néant Alioum |

| 9 juin 2013 | Mali        | 1 – 1   | Rwanda          | Stade du 26 mars, Bamako                                 |                                                          |
| 18:00 UTC+0 | N'Diaye 78e | (0 - 1) | 33e Kagere (en) | Spectateurs : 30 000 Arbitrage : Mohamed Saïd Kordi (en) | Spectateurs : 30 000 Arbitrage : Mohamed Saïd Kordi (en) |
| 18:00 UTC+0 | Rapport     |         |                 | Spectateurs : 30 000 Arbitrage : Mohamed Saïd Kordi (en) | Spectateurs : 30 000 Arbitrage : Mohamed Saïd Kordi (en) |

| 5e journée               | Rwanda  | 0 – 1   | Algérie    | Stade Amahoro, Kigali                           |                                                 |
| 16 juin 2013 15:30 UTC+2 |         | (0 - 0) | 51e Taïder | Spectateurs : 15 000 Arbitrage : Yakhouba Keita | Spectateurs : 15 000 Arbitrage : Yakhouba Keita |
| 16 juin 2013 15:30 UTC+2 | Rapport |         |            | Spectateurs : 15 000 Arbitrage : Yakhouba Keita | Spectateurs : 15 000 Arbitrage : Yakhouba Keita |

| 16 juin 2013 | Mali                         | 2 – 2   | Bénin                         | Stade du 26 mars, Bamako                            |                                                     |
| 18:00 UTC+0  | M. Samassa 14e · Diabaté 69e | (1 - 2) | 7e Sessègnon · 31e Omotoyossi | Spectateurs : 30 000 Arbitrage : Bouchaïb El Ahrach | Spectateurs : 30 000 Arbitrage : Bouchaïb El Ahrach |
| 18:00 UTC+0  | Rapport                      |         |                               | Spectateurs : 30 000 Arbitrage : Bouchaïb El Ahrach | Spectateurs : 30 000 Arbitrage : Bouchaïb El Ahrach |

| 6e journée                 | Bénin                     | 2 – 0   | Rwanda | Stade Charles-de-Gaulle, Porto-Novo             |                                                 |
| 8 septembre 2013 15h00 GMT | Poté 36e · Babatounde 53e | (1 - 0) |        | Spectateurs : 16 872 Arbitrage : Mario Bangoura | Spectateurs : 16 872 Arbitrage : Mario Bangoura |
| 8 septembre 2013 15h00 GMT | Rapport                   |         |        | Spectateurs : 16 872 Arbitrage : Mario Bangoura | Spectateurs : 16 872 Arbitrage : Mario Bangoura |

| 10 septembre 2013 | Algérie     | 1 – 0   | Mali | Stade Mustapha-Tchaker, Blida                       |                                                     |
| 19h30 GMT         | Soudani 50e | (0 - 0) |      | Spectateurs : 20 000 Arbitrage : Eric Otogo-Castane | Spectateurs : 20 000 Arbitrage : Eric Otogo-Castane |
| 19h30 GMT         | Rapport     |         |      | Spectateurs : 20 000 Arbitrage : Eric Otogo-Castane | Spectateurs : 20 000 Arbitrage : Eric Otogo-Castane |

## Buteurs
Au terme des 6 journées, 31 buts ont été inscrits en 12 rencontres, soit une moyenne de 2,58 buts/match.
| Pos | Joueur                 | Pays    | Buts |
| --- | ---------------------- | ------- | ---- |
| 1   | Islam Slimani          | Algérie | 5    |
| 2   | El Arbi Hillel Soudani | Algérie | 3    |
| 2   | Razak Omotoyossi       | Bénin   | 3    |
| 3   | Sofiane Feghouli       | Algérie | 2    |
| 3   | Saphir Taïder          | Algérie | 2    |
| 3   | Rudy Gestede           | Bénin   | 2    |
| 3   | Mahamadou N'Diaye      | Mali    | 2    |
| 3   | Mamadou Samassa        | Mali    | 2    |
| 3   | Meddie Kagere          | Rwanda  | 2    |
| 10  | Nabil Ghilas           | Algérie | 1    |
| 10  | Stéphane Sessègnon     | Bénin   | 1    |
| 10  | Mickaël Poté           | Bénin   | 1    |
| 10  | Bello Babatounde       | Bénin   | 1    |
| 10  | Modibo Maïga           | Mali    | 1    |
| 10  | Abdou Traoré           | Mali    | 1    |
| 10  | Cheick Diabaté         | Mali    | 1    |
| 10  | Labama Kamana          | Rwanda  | 1    |